# La Cassorte
La Cassorte är en bergstopp i Schweiz.   Den ligger i distriktet Hérens och kantonen Valais, i den södra delen av landet, 100 km söder om huvudstaden Bern. Toppen på La Cassorte är 3 301 meter över havet, eller 133 meter över den omgivande terrängen. Bredden vid basen är 1,0 km.
Terrängen runt La Cassorte är bergig åt sydost, men åt nordväst är den kuperad. Närmaste större samhälle är Bagnes, 17,7 km väster om La Cassorte. 
Trakten runt La Cassorte är permanent täckt av is och snö. Runt La Cassorte är det ganska glesbefolkat, med 23 invånare per kvadratkilometer.